# آق‌اورن، سنان‌پاشا
آق‌اورن (به لاتین: Akören, Sinanpaşa) یک منطقهٔ مسکونی در ترکیه است که در استان افیون قره‌حصار واقع شده‌است.
نام آق‌اورن به معنی «خرابهٔ سفید» است.